# أنتوني جاكسون
أنتوني جاكسون (بالإنجليزية: Anthony Jackson) هو عازف جاز أمريكي، ولد في 23 يونيو 1952 في نيويورك في الولايات المتحدة.

## وصلات خارجية
- أنتوني جاكسون على موقع ميوزك برينز (الإنجليزية)
- أنتوني جاكسون على موقع أول ميوزيك (الإنجليزية)
- أنتوني جاكسون على موقع ديسكوغز (الإنجليزية)